# Ravendusk in My Heart
Ravendusk in My Heart debitantski je studijski album švedskog black metal-sastava Diabolical Masquerade. Album je u prosincu 1996. godine objavila diskografska kuća Adipocere Records.

## Popis pjesama
Tekstovi i glazba: Blackheim. 
| 1.    | »The Castle of Blackheim«                           | 7:14 |
| 2.    | »Blackheim's Quest to Bring Back the Stolen Autumn« | 6:17 |
| 3.    | »Beyond the Spiritual Moon« (instrumental)          | 0:56 |
| 4.    | »The Sphere in Blackheim's Shrine«                  | 3:32 |
| 5.    | »Under the Banner of the Sentinel«                  | 3:14 |
| 6.    | »Blackheim's Forest Kept the Season Forever«        | 6:09 |
| 7.    | »The Darkblue Seajourneys of the Sentinel«          | 5:02 |
| 8.    | »Blackheim's Hunt for Nocturnal Grace«              | 7:46 |
| 9.    | »Ravendusk in My Heart«                             | 2:05 |
| 42:15 |                                                     |      |

## Zasluge
Diabolical Masquerade
- Blackheim – vokali, gitara, bas-gitara, klavijature, programiranje, zvučni efekti, produkcija, logotip

Dodatni glazbenici
- Dan Swanö – dodatni vokali (na pjesmi 5), programiranje bubnjeva, produkcija, inženjer zvuka, miksanje

Ostalo osoblje
- Tati S. – fotografija
- reesycle.com – dizajn
- Mala – naslovnica, fotografija
- Peter In de Betou – mastering